# The Zone (chanson)
Pour les articles homonymes, voir The Zone et Zone.
Singles par The Weeknd
Twenty Eight
(2012) Kiss Land
(2013)
Singles par Drake
Poetic Justice
(2012) Love Me
(2013)
The Zone est une chanson du chanteur canadien The Weeknd en duo avec le rappeur Drake, sortie le 16 novembre 2012 sous les labels XO et Republic Records. 

## Classement
| Classement                               | Pays       | Position | Référence |
| ---------------------------------------- | ---------- | -------- | --------- |
| Billboard R&B/Hip-Hop Digital Song Sales | États-Unis | 50       | [ 1 ]     |

## Certification
| Pays              | Certification | Nombre d'exemplaires | Référence |
| ----------------- | ------------- | -------------------- | --------- |
| États-Unis (RIAA) | Platine       | 1 000 000            | [ 2 ]     |